# Альпийская роза (дача)
Альпийская роза — дача, построена на набережной Евпатории (наб. Горького, 16, «Д») в 1910 году. Отличительной чертой «Альпийской розы» от других домов того периода является большое количество резных деревянных элементов во внешнем оформлении. В Российской Федерации, контролирующей спорную территорию Крыма, является  объектом культурного наследия Республики Крым регионального значения; на Украине, в пределах признанных большинством государств — членов ООН
 границ которой находится спорная территория, — памятником культурного наследия Автономной Республики Крым местного значения.

## Архитектура
Дача «Альпийская роза» построена в 1910 году архитектором М. Шруг, автором многих строений в имении «Аскания-Нова». По своему стилю здание напоминает старорусские терема. В тот период в Евпатории строилась значительное количество роскошных дачных домов, большинство которых сохранилось до XXI века. С года постройки дачи изменилась береговая линия, освободив место для современной набережной имени Горького. Дача удалена от линии зданий последних лет, расположена в глубине тенистого сада.
В оформлении «Альпийской розы» использована деревянная резьба. Это придает ей особый колорит и вносит разнообразие среди каменных зданий евпаторийской набережной. Дача имеет два этажа и мансарду, вдоль фасада здания тянется деревянная терраса, обильно декорированная деревянным кружевом. Дача находилась на одной линии с санаторием «Таласса», на месте которого ныне расположена водолечебница.
Из-за отсутствия реставрационных работ здание пока находится в плохом состоянии. До входа на дачу Альпийская роза от набережной ведет декорирована цветниками аллея. В советские времена здесь располагалось Управление курортами профсоюзов. В украинский период в здании было расположено подразделение ЗАО «Укрпрофздравница».
Входит в список объектов культурного наследия Крыма (решение Крымского облисполкома от 05.06.1984 № 284). «Альпийская роза» представлена в Бахчисарайском парке миниатюр.